# David Gilmour: Live at Pompeii
Live at Pompeii – koncertowy album i film Davida Gilmoura z zapisem koncertu w Pompejach z 7 lipca i 8 lipca 2016 roku. Wydany 29 września 2017 w Europie. Oprócz utworów z koncertu w Pompejach album, w zależności od wersji, zawiera liczne dodatki.
Był to pierwszy publiczny występ artysty w Pompejach od czasu gdy w 1971 roku w Pompejach przy pustym amfiteatrze zagrała grupa Pink Floyd (zapis tego koncertu został utrwalony w filmie Adriana Mabena "Pink Floyd: Live at Pompeii").
Na tym albumie są koncertowe nagrania utworów z 2 ostatnich solowych płyt Gilmoura: "On an Island" i "Rattle That Lock"; a także 13 utworów
z dyskografii grupy Pink Floyd.

## Promocja
Nagranie koncertowe utworu "Rattle That Lock" było pierwszym singlem (cyfrowym) tego albumu.
Drugim singlem było nagranie koncertowe utworu "One of These Days".
W sierpniu i wrześniu fragmenty koncertu zostały udostępnione przez serwis YouTube.
Serwis udostępnił też EPK (electronic press kit) związany z koncertem.

## Wersje albumu
- Dwie płyty cd zawierające cały zapis koncertu;
- Dwie płyty CD oraz jedna DVD, na której znajduje się 155 minut z koncertu oraz 36 minut filmu dokumentalnego o koncercie;
- Dwie płyty CD, jedna DVD i jedna płyta Blu-ray, na której znajduje się 155 minut z koncertu oraz 36 minut filmu dokumentalnego o koncercie (na dysku Blu-ray w edycji Deluxe znalazły się fragmenty dwóch koncertów Gilmoura-z Ameryki Południowej i z Wrocławia).

## Lista utworów

### CD 1
1. "5 A.M." - 5:13
2. "Rattle That Lock" - 5:23
3. "Faces of Stone" - 6:00
4. "What Do You Want From Me" - 4:30
5. "The Blue" - 6:33
6. "The Great Gig in the Sky" - 6:02
7. "A Boat Lies Waiting" - 4:55
8. "Wish You Were Here" - 5:18
9. "Money" - 8:13
10. "In Any Tongue" - 7:47
11. "High Hopes" - 9:31
12. "One of These Days" - 6:32

### CD 2
1. "Shine On You Crazy Diamond" - 12:32
2. "Fat Old Sun" - 6:05
3. "Coming Back to Life" - 7:18
4. "On An Island" - 7:01
5. "Today" - 6:40
6. "Sorrow" - 10:50
7. "Run Like Hell" - 7:16
8. "Time/Breathe (Reprise)" - 6:45
9. "Comfortably Numb" - 9:59

### DVD i Blu-ray
1. "5 A.M."
2. "Rattle That Lock"
3. "Faces of Stone"
4. "What Do You Want from Me"
5. "The Blue"
6. "The Great Gig In the Sky"
7. "A Boat Lies Waiting"
8. "Wish You Were Here"
9. "Money"
10. "In Any Tongue"
11. "High Hopes"
12. "One of These Days"
13. "Shine On You Crazy Diamond"
14. "Fat Old Sun"
15. "Coming Back to Life"
16. "On an Island"
17. "Today"
18. "Sorrow"
19. "Run Like Hell"
20. "Time" / "Breathe (Reprise)"
21. "Comfortably Numb"
22. "Beauty" (nagranie studyjne)

Na dyskach DVD i Blu-ray jest dokument "Pompeje wtedy i teraz".

## Edycja Deluxe
Zestaw zawiera 2 płyty CD i film na płycie Blu-ray.
Na dysku Blu-ray są bonusowe fragmenty dwóch koncertów Gilmoura oraz dokumenty z trasy koncertowej artysty i dokument stacji BBC poświęcony postaci 
Gilmoura.

### Dysk Blu-ray
- Koncert z Ameryki Południowej:

1. "Astronomy Domine"
2. "Us and Them"
3. "Today"
4. "Time" / "Breathe (Reprise)"
5. "Comfortably Numb"

- Koncert z Wrocławia, który odbył się 25 czerwca 2016 roku:

1. "5 A.M."
2. "Rattle That Lock"
3. "Dancing Right In Front of Me"
4. "The Girl In the Yellow Dress" (z Leszkiem Możdżerem)
5. "In Any Tongue"

- Dokument o trasie koncertowej w Europie w 2015 roku
- Dokument o trasie koncertowej w Ameryce Południowej w 2015 roku
- Dokument o trasie koncertowej w Ameryce Północnej w 2016 roku
- Dokument o trasie koncertowej w Europie w 2016 roku
- Dokument stacji BBC: David Gilmour: Wider Horizons[6]

## Film
13 września 2017 roku w ponad 2000 kin na całym świecie odbyła się projekcja filmu "Live At Pompeii".
Lista utworów wersji kinowej
1. Intro filmu wraz z wywiadami i z sesjami próbnymi.
2. "5 A.M."
3. "Rattle That Lock"
4. "What Do You Want from Me"
5. "The Great Gig In the Sky"
6. "A Boat Lies Waiting"
7. "Wish You Were Here"
8. "In Any Tongue"
9. "High Hopes"
10. "One of These Days"
11. "Shine On You Crazy Diamond"
12. "Sorrow"
13. "Run Like Hell"
14. "Time / Breathe (Reprise)"
15. "Comfortably Numb"
16. "Beauty" (nagranie studyjne)

Utwory: "Faces of Stone", "The Blue", "Money", "Fat Old Sun", "Coming Back to Life", "On an Island" i "Today" nie pojawiły się w filmie.

## Skład
Pompeje i Wrocław
- David Gilmour - gitara elektryczna, gitara akustyczna i klasyczna, wokal, cymbałki w "One of These Days" i gwizdanie w "In Any Tongue"
- Chester Kamen - gitara elektryczna, gitara akustyczna i klasyczna, wokal wspierający
- Guy Pratt - gitara basowa, wokal wspierający,śpiew główny w utworze "Run Like Hell"
- Greg Phillinganes - fortepian, klawisze, wokal wspierający, śpiew główny w utworze "Time"
- Chuck Leavell - fortepian, klawisze, akordy, wokal wspierający, śpiew główny w utworze "Comfortably Numb"
- Steve DiStanislao - perkusja, wokal wspierający, aeoliphone w "One of These Days"
- João Mello - saksofon, klarnet, dodatkowe klawisze w "The Blue", gitara akustyczna w "In Any Tongue"
- Bryan Chambers - wokal wspierający, wspierająca perkusja, śpiew główny w utworach "In Any Tongue" i "The Great Gig in the Sky"
- Lucita Jules - wokal wspierający, śpiew główny w "The Great Gig in the Sky"
- Louise Clare Marshall (tylko Pompeje) - wokal wspierający, wspierająca perkusja, śpiew główny w "The Great Gig in the Sky"

wraz z zespołem:
- Leszek Możdżer - fortepian w "The Girl in the Yellow Dress"
- Orkiestra Filharmonii Wrocławskiej dyrygowana przez Zbigniewa Preisnera

Ameryka Południowa
- David Gilmour - gitara elektryczna, gitara akustyczna i klasyczna, wokal
- Phil Manzanera - gitara elektryczna, gitara akustyczna i klasyczna, wokal wspierający
- Guy Pratt - gitara basowa, wokal wspierający
- Jon Carin - fortepian, klawisze, gitara elektryczna, gitara akustyczna i klasyczna, wokal wspierający, śpiew główny w utworach "Time" i "Comfortably Numb"
- Kevin McAlea - klawisze
- Steve DiStanislao - perkusja, wokal wspierający
- João Mello - saksofon
- Bryan Chambers - wokal wspierający
- Lucita Jules - wokal wspierający